# Thomas Jankowski
Thomas „Tom” Jankowski (ur. 17 lutego 1989) – angielski rugbysta polskiego pochodzenia występujący na pozycji rwacza lub wiązacza. Reprezentant Polski.

## Kariera
Jankowski pochodzi z Hertfordshire, gdzie w wieku 9 lat zaczął uczęszczać do szkółki rugby. Pomimo trenowania w akademii Saracens, pozostał w Hertford. W wieku 17 lat dostał się do pierwszego składu. Niewiele później, mając 18 lat, został kapitanem drużyny hrabstwa Hertfordshire do lat 20.
W 2009 roku przeniósł się do Bedfordshire, by kształcić się na tamtejszym uniwersytecie. Jankowski studiuje na kierunku Sport i Wychowanie Fizyczne; w roku akademickim 2010/2011 otrzymał stypendium sportowe. Jednocześnie załapał się do drużyny Ampthill and Distrit. Po zwycięstwie w National League 3 (angielska piąta klasa rozgrywkowa) otrzymał wiadomość elektroniczną z Polskiego Związku Rugby z propozycją gry w biało-czerwonych barwach. Jankowski mógł zadebiutować w reprezentacji Polski z uwagi na narodowość dziadka. Pierwszy mecz w kadrze rozegrał 13 listopada 2010 roku przeciw Mołdawii. Z dwóch spotkań reprezentacji, przeciw Holandii (16.05.2011) i Czechom (15.10.2011), wykluczyły Jankowskiego kontuzje.
W 2011 roku występował w amerykańskim zespole Las Vegas Blackjacks, zaś w 2012 roku dołączył do drużyny Bahrain R.F.C.

### Statystyki
Stan na dzień 1 czerwca 2013 r. Wynik reprezentacji Polski zawsze podany w pierwszej kolejności.
| Drużyna narodowa | Rok  | Mecze | Punkty |
| ---------------- | ---- | ----- | ------ |
| Polska           |      |       |        |
| 2010             | 2    | 0     |        |
| 2011             | 2    | 0     |        |
| 2012             | 3    | 0     |        |
| 2013             | 3    | 0     |        |
| Suma             | Suma | 10    | 0      |

| Występy w reprezentacji Polski | Występy w reprezentacji Polski | Występy w reprezentacji Polski           | Występy w reprezentacji Polski | Występy w reprezentacji Polski | Występy w reprezentacji Polski |
| Lp.                            | Data                           | Stadion, miasto                          | Przeciwnik                     | Wynik                          | Zdobyte punkty                 |
| ------------------------------ | ------------------------------ | ---------------------------------------- | ------------------------------ | ------------------------------ | ------------------------------ |
| 1.                             | 13.11.2010                     | Narodowy Stadion Rugby, Gdynia           | Mołdawia                       | 25:34                          | 0                              |
| 2.                             | 20.11.2010                     | Feldgerichtstraße, Frankfurt             | Niemcy                         | 22:17                          | 0                              |
| 3.                             | 12.03.2011                     | Narodowy Stadion Rugby, Gdynia           | Belgia                         | 28:21                          | 0                              |
| 4.                             | 19.11.2011                     | Stadion MOSiR, Gdańsk                    | Niemcy                         | 34:8                           | 0                              |
| 5.                             | 7.04.2012                      | Stadion Króla Baudouina I (A2), Bruksela | Belgia                         | 13:20                          | 0                              |
| 6.                             | 21.04.2012                     | Nationaal Rugby Centrum, Amsterdam       | Holandia                       | 32:19                          | 0                              |
| 7.                             | 6.10.2012                      | Stadion Josefa Kohouta, Říčany           | Czechy                         | 29:3                           | 0                              |
| 8.                             | 30.03.2013                     | Narodowy Stadion Rugby, Gdynia           | Ukraina                        | 13:12                          | 0                              |
| 9.                             | 13.04.2013                     | Stadion Dinamo, Kiszyniów                | Mołdawia                       | 20:24                          | 0                              |
| 10.                            | 1.06.2013                      | Korsängens IP, Enköping                  | Szwecja                        | 11:19                          | 0                              |

## Inne
- Za najlepsze miejsce, w którym przyszło mu grać uznaje Twickenham Stadium,
- Za swoje nadrzędne cele uznaje m.in. rozegranie 50 spotkań w kadrze Polski oraz zdobycie kontraktu w drużynie RFU Championship,
- Cierpi na łagodną formę ADHD.